# Telek Balázs
Telek Balázs (Balassagyarmat, 1974. május 9. – 2015. szeptember 23.) fotó- és képzőművész.

## Pályafutása
Mesterei Lugosi Lugo László és Haris László voltak. 1992 és 1996 között az egri Eszterházy Károly Főiskola földrajz-rajz-vizuális kommunikáció szakán tanult. Telek Balázs, Kóczán Gábor, Demeter Ádám és Major Lajos 1998-ban létrehozták a TEKODEMA csoportot. Telek Balázs 2002-től a Szellemkép Szabadiskola oktatója volt, 2003-tól pedig a Magyar Fotóművészek Szövetségének tagja.
A kortárs fotó egyik fontos alkotója szokatlanul fiatalon, alig harmincévesen kapta meg a Balogh Rudolf-díjat, ami a magyar fotós szakma legnagyobb elismerése. Telek Balázs alapító tagja volt a Nemzetközi Kepes Társaságnak és a Mai Manó Házban a Képíró-képolvasó hétvégék egyik népszerű előadójaként 2005-2015 között a camera obscura workshopokat is Ő tartotta. 
2007 decemberében feleségével, Halász Gabival magánkezdeményezéseként megnyitotta az ArtBázis Összművészeti Műhelyt, mely az elmúlt évek során különféle művészeti ágak képviselőinek fontos találkozási pontjává vált. Főszervezője volt a 2008-ban létrejött FotóFalu Projektnek. Számos intézményben tanított, 2013-ban a Robert Capa Kortárs Fotográfiai Központ első kiállításának (Capa Projekt - Kortárs vetített képek) kurátoraként dolgozott.
2015. szeptember 23-án, 41 évesen hunyt el, egy augusztusban elkapott fertőző betegségben.

## Díjak, elismerések
- 1999–2001: Pécsi József Fotóművészeti Ösztöndíj
- 1999: A „150 éves a Lánchíd" képző- és fotóművészeti pályázat fotókategória díja
- 2000: A XII. Esztergomi Fotográfiai Biennálé (camera obscura) fődíja
- 2002: A legjobb klasszikus fotó díja, Lenox Laser, Maryland (U.S.A.)
- 2004: Esztergomi Fotográfiai Biennálé (Akt-art) NKÖM által felajánlott fődíja
- 2005: Balogh Rudolf-díj

## Egyéni kiállítások
- 2002 • Poupée automat, Fotógaléria, Nyíregyháza
- 2003 • Ericsson Képzőművészeti Galéria, Budapest
- 2004 • Fészek Művészklub (Miró Fotógaléria), Budapest • MVM Galéria, Budapest • Godot Galéria, Budapest.

## Válogatott csoportos kiállítások
- 1997 • A TEKODEMA csoport bemutatkozó kiállítása, Eger
- 1998 • Jazz Galéria, Budafok • MEDIAWAVE, Püspökvár, Győr • Fotóhónap, Magyar Kulturális Központ, Pozsony (Szlovákia)
- 1999 • II. Országos Fotóhetek, Szent István Bazilika, Budapest [Lugosi Lugo Lászlóval] • XXL, Trafó Kortárs Művészetek Háza, Budapest • II. Nemzetközi Fényszimpozium, Megyei Művelődési Központ, Eger
- 2000 • XII. Esztergomi Fotográfiai Biennálé, Rondella Galéria, Esztergom •  Magyar Fotográfusok Háza, Budapest
- 2001 • Magyar Fotográfiai Múzeum, Kecskemét • Fotóhónap, Soave (IT) • Budapest Galéria, Budapest • Pécsi József Fotográfiai Ösztöndíjasok kiállítása, Magyar Fotográfusok Háza, Budapest • Magyar tekintet, Palais Royal, Párizs • A Bolt Galéria Gyűjteménye, Francia Intézet, Budapest
- 2002 • A Bolt Galéria Gyűjteménye, Montpellier • XXS & XXL, Galerie Vrais Reves, Lion (FR) • Tojásbolt, Műcsarnok, Budapest • Trafik Galéria, Budapest
- 2003 • Nemzetközi Kepes Társaság kiállítása, Eger, Budapest, Finnország • Kortárs Magyar Fotográfia, Pécs
- 2004-2005 • Breaking the Light, Klaipeda, Vilnius, Kaunas (Litvánia); Parnu (Észtország); Moszkva (Oroszország); Varsó (Lengyelország).